# Nissan NV250
Nissan NV250 – samochód osobowo-dostawczy typu kombivan klasy kompaktowej produkowany pod japońską marką Nissan w latach 2019–2021. 

## Historia i opis modelu

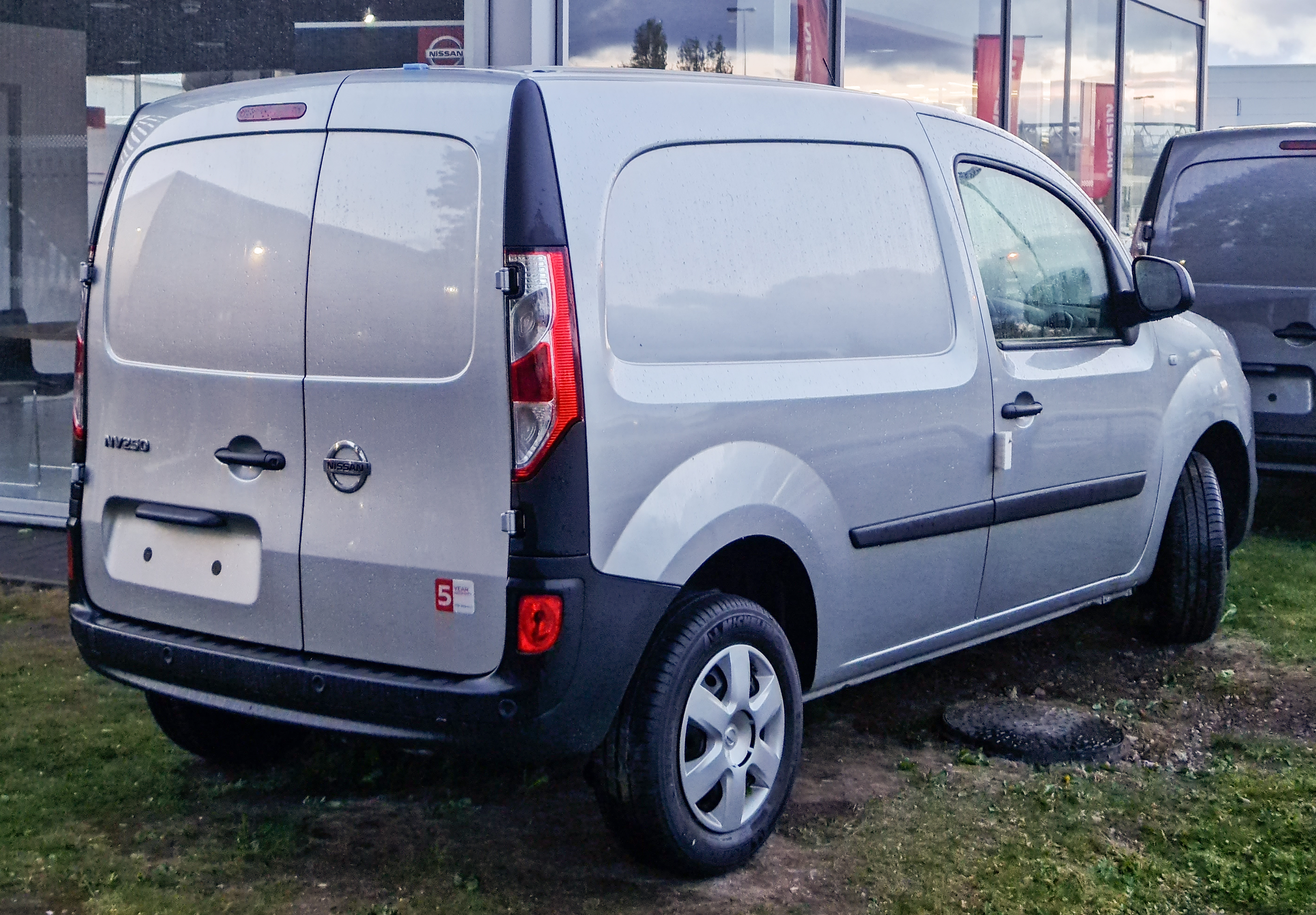
Nissan NV250 - tył

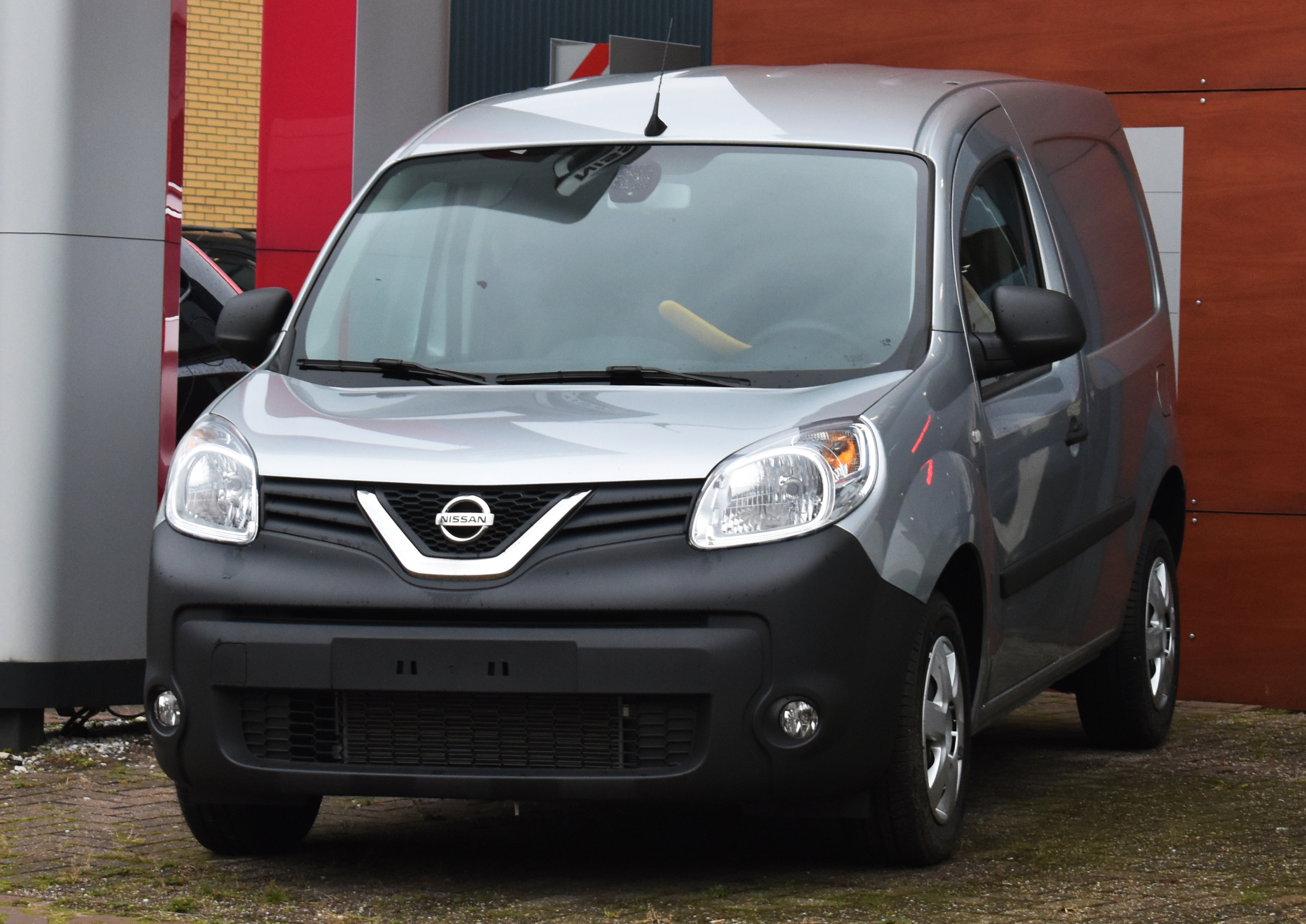
Nissan NV250 we Francji

Po tym, jak w lutym 2019 roku europejski oddział Nissana zapowiedział wycofanie ze sprzedaży w tym regionie osobowego wariantu vana NV200 Evalia i pozostawienie w niej jedynie elektrycznej odmiany e-NV200, w ofercie osobowo-użytkowych pojazdów w regionie Europy Zachodniej i Środkowej pozostała luka. Aby ją zapełnić, zdecydowano się skorzystać ze współpracy z bratnim Renault i opracować bliźniaczy wariant drugiej generacji jego modelu Kangoo, choć wówczas oferowana generacja była przestarzałą, 11-letnią konstrukcją. 
W efekcie Nissan przedstawił z myślą o europejskim regionie model NV250, powracając tym samym w segmencie kompaktowych samochodów osobowo-dostawczych do tzw. polityki badge engineering. Poprzednio, zanim oferowano w nim własnej konstrukcji NV200, stosowano ją w latach 2003-2009 wobec bliźniaka pierwszej generacji Kangoo o nazwie Kubistar.
Nissan NV250 zachował ograniczony do minimum zakres różnic wizualnych w stosunku do modelu Renault. Poza innymi oznaczeniami pojazdu i producenta na nadwoziu, alufelgach i kierownicy, z przodu zastosowano dedykowany wzór osłony chłodnicy z motywem litery V typowym dla modeli Nissana. Do sprzedaży trafił zarówno model dostawczy oraz osobowy w wariancie podstawowym, jak i z wydłużonym rozstawem osi oraz nadwoziem wzorem bliźniaczego modelu oferowanego już przez bratnie Renault.

### Sprzedaż
Nissan NV250 trafił do sprzedaży kilka tygodniu po ogłoszeniu informacji o debiucie w internecie, we wrześniu 2019 roku. Producent silnie ograniczył jednak dostępność pojazdu jedynie do wyselekcjonowanych rynków Europy Zachodniej jak Wielka Brytania czy Francja, nie uwzględniając wśród nich np. Polski.

### Silniki
- R4 1.5l dCi 80 KM
- R4 1.5l dCi 95 KM
- R4 1.5l dCi 115 KM